# كامينسك

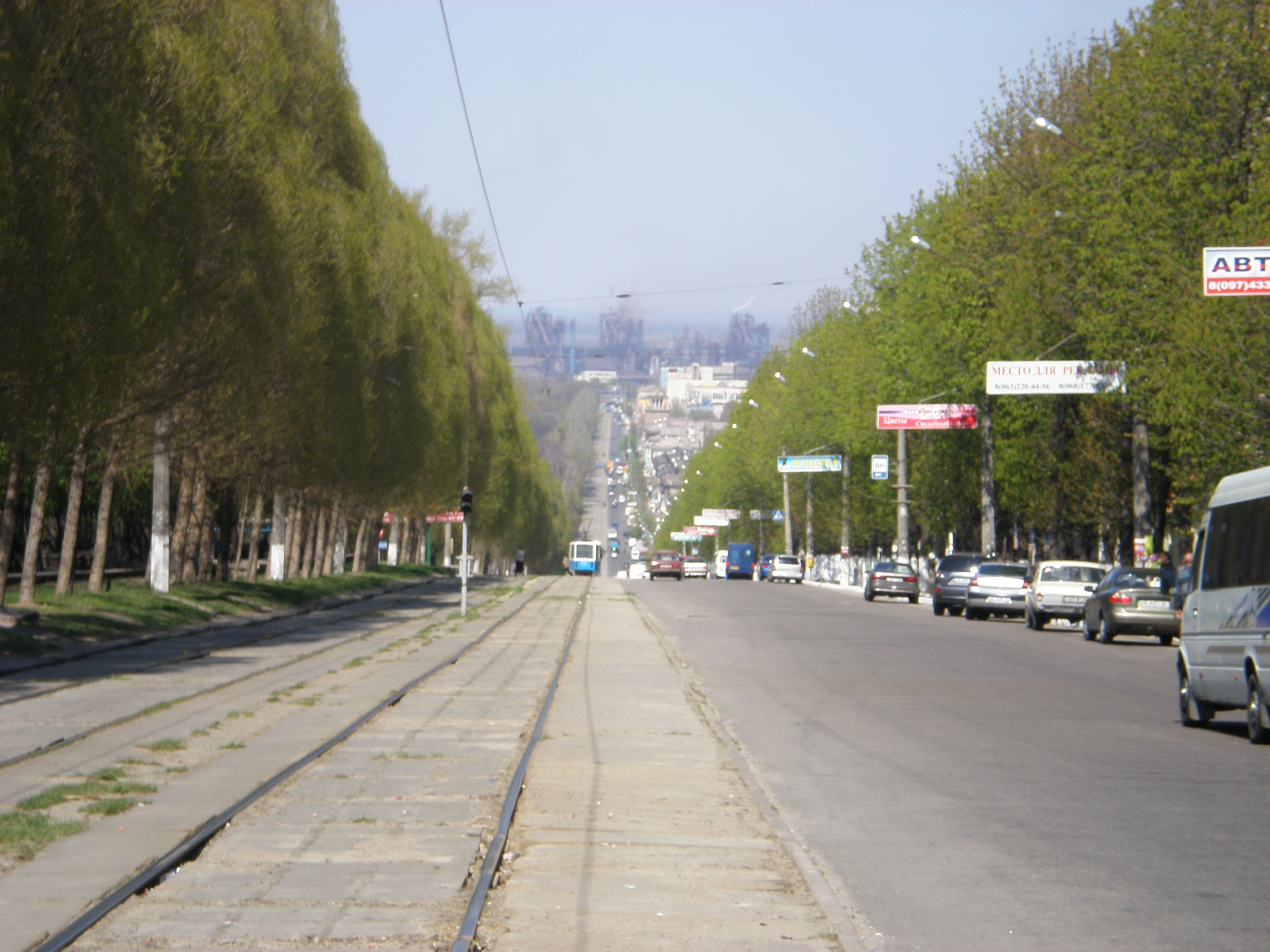

كامينسك (بالأوكرانية: Кам'янське) (كانت تسمى من عام 1936 حتى عام 2016 بـ"دنيبرودزرجينسك" (بالأوكرانية: Дніпродзержи́нськ) (بالروسية: Днепродзержи́нск)) هي مدينة صناعية في دنيبروبتروفسك أكوبلاست بأوكرانيا، وميناء على نهر دنيبر. وفقا لأحدث الاحصائيات، عدد سكانها 273,700.

## توأمة
لدنيبرودزرجينسك اتفاقيات توأمة مع كل من:
- تميرتاو
- كيلسي

## أعلام
- دميترو ياروش
- ناتاليا جيرمان
- فيكتور كريفينكو
- ليونيد بريجنيف
- ميخائيل آن
- جينادي ليتوفتشينكو